# William James

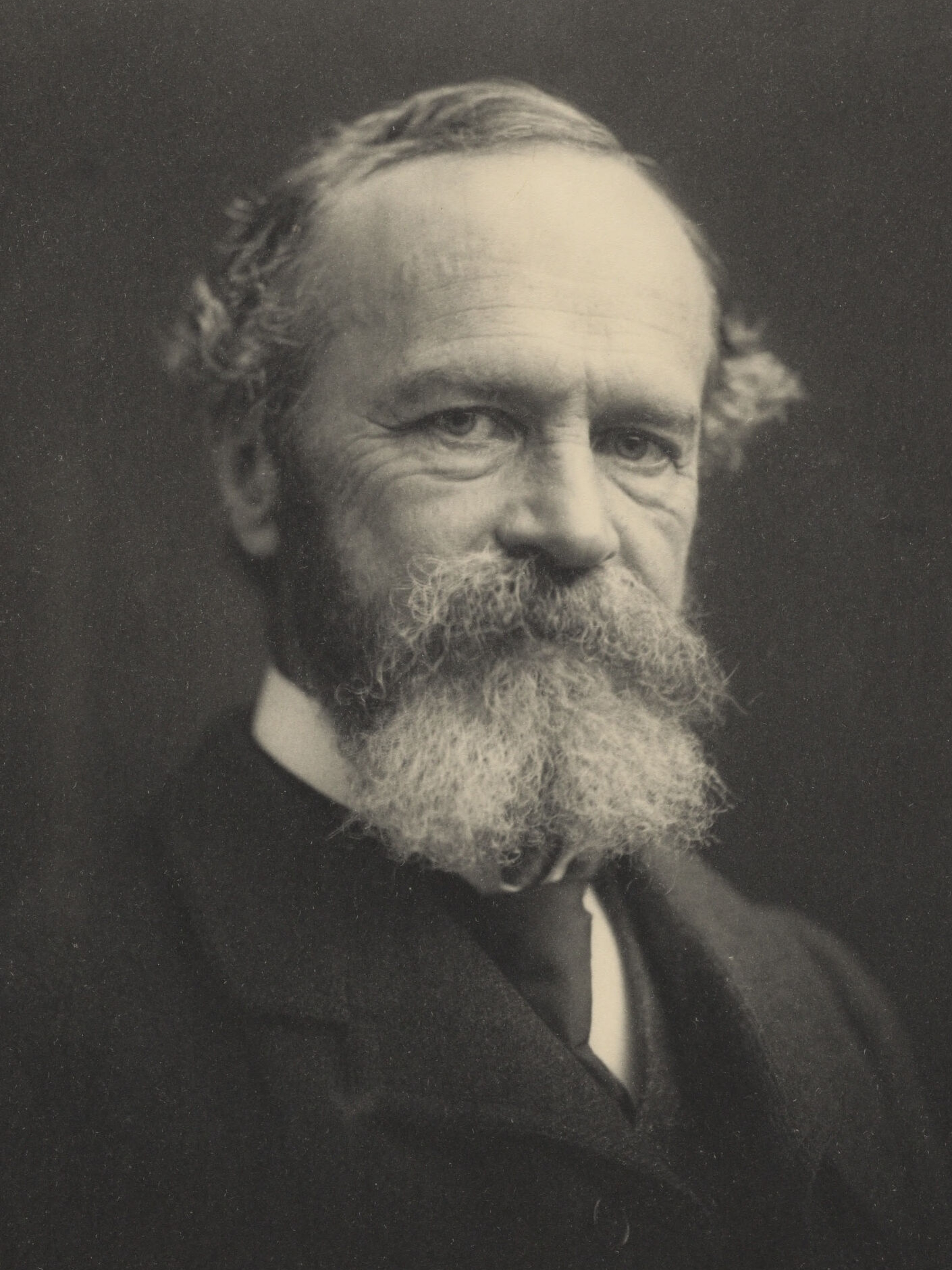
William James (1903)

William James (* 11. Januar 1842 in New York; † 26. August 1910 in Chocorua, New Hampshire) war ein US-amerikanischer Psychologe und Philosoph. Von 1876 bis 1907 war er Professor für Psychologie und Philosophie an der Harvard University. James gilt sowohl als Begründer der wissenschaftlichen Psychologie in den USA als auch als einer der wichtigsten Vertreter des philosophischen Pragmatismus. Ferner war er ein entschiedener Verfechter der Great-Man-Theorie.

## Leben
William James wurde 1842 im Astor-House von New York geboren. Sein Vater Henry James sr. hatte ein Vermögen geerbt; für William und seinen jüngeren Bruder, den späteren Schriftsteller Henry James, bedeutete dies, dass sie von klein auf gefördert wurden. In der Zeit zwischen 1847 und 1860 besuchte der Ältere zahlreiche öffentliche und private Schulen in New York, London, Paris (1856), Newport (1858), Genf (1859) und Bonn (1860) – ohne Abschluss. Die einzige Schwester der beiden, Alice James (1848–1892), blieb dagegen auf Wunsch ihres Vaters ganz ohne Ausbildung.

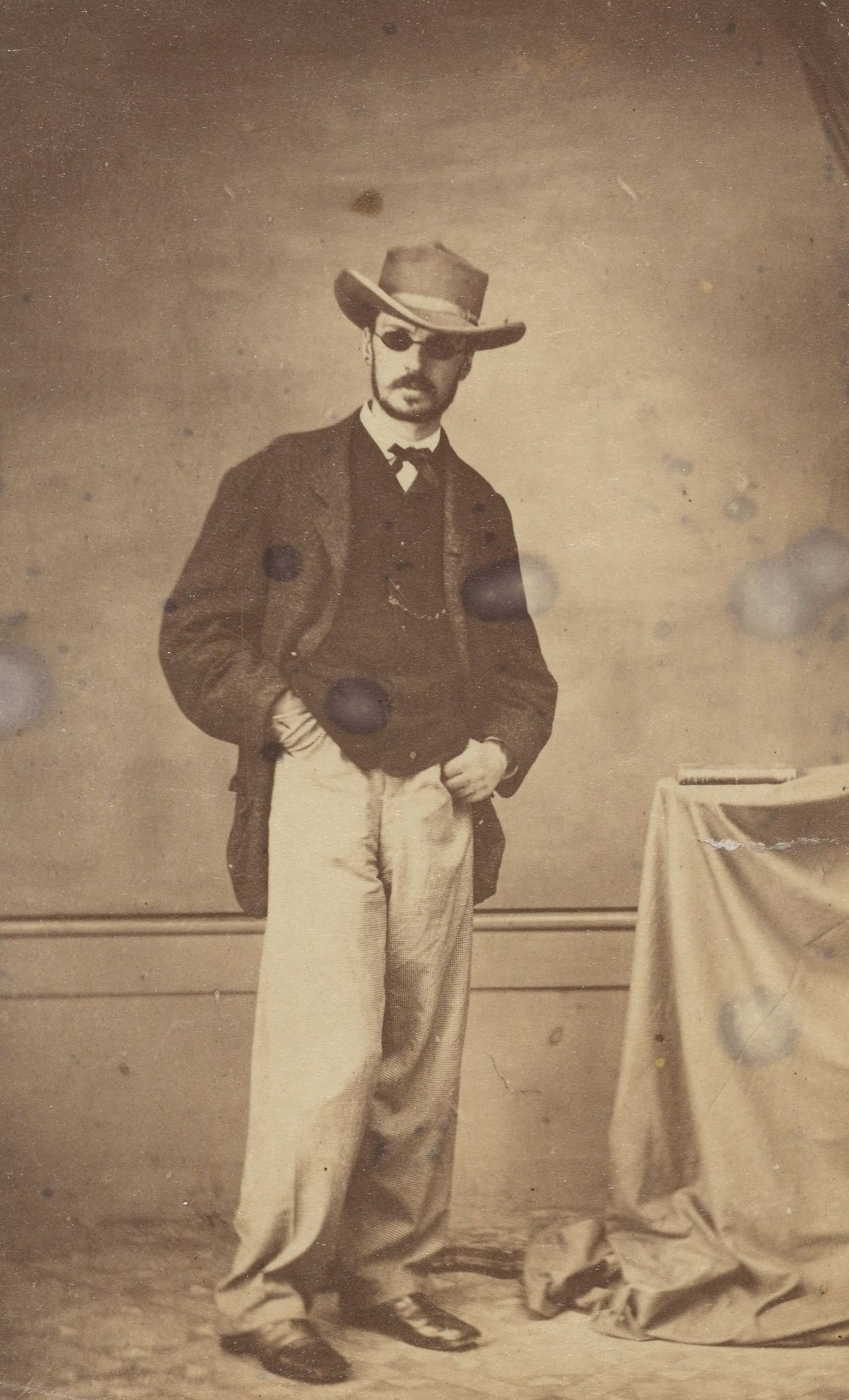
William James in Brasilien, 1865

Ab 1860 studierte William James zunächst Malerei in Newport und ab Winter 1861 Chemie an der Lawrence Scientific School in Harvard. In dieser Zeit lernte er den jungen Charles S. Peirce kennen, mit dem ihn eine lebenslange Freundschaft verbinden sollte. James wechselte wiederholt die Fachrichtung und begann ab 1863, Medizin zu studieren. 1864 begleitete er den Geologen Louis Agassiz auf einer Expedition nach Brasilien an den Amazonas. Seine krankheitsbedingten Aufenthalte in diversen deutschen Heilbädern verschafften ihm die Gelegenheit, 1867 in Berlin Vorlesungen zur Physiologie und Psychologie zu besuchen. Nach seiner Rückkehr aus Deutschland schloss James sein Studium der Medizin 1869 erfolgreich mit dem M.D. (Doctor of Medicine) ab. Den Wissenschaftler quälten sein Leben lang chronische Rücken- und Augenleiden, Schlafstörungen und Depressionen.
Von 1872 bis 1907 arbeitete William James als Dozent an der Harvard University. Von 1873 bis 1876 lehrte er Anatomie und Physiologie. 1875 gab er die ersten Lehrveranstaltungen über experimentelle Psychologie auf US-amerikanischem Boden. 1875 wurde er in die American Academy of Arts and Sciences und 1898 in die American Academy of Arts and Letters gewählt. 1876 wurde er zum Professor für Psychologie und Philosophie ernannt. 1885 wechselte er ganz zur Philosophie. Von seinen Studenten wurde er für seinen Humor und seine unkonventionelle Vorlesungsführung geschätzt, denn bei ihm war es – im Gegensatz zu vielen anderen Professoren seiner Zeit – möglich, während der Lehrveranstaltungen Zwischenfragen zu stellen.
James erwarb internationale Anerkennung durch sein Hauptwerk Principles of Psychology und seine philosophischen Leistungen. Neben seinem wissenschaftlichen Wirken war James 1898 Mitbegründer der American Anti-Imperialist League und protestierte gegen den Philippinisch-Amerikanischen Krieg.

## Werk

### Psychologie
James gilt als Begründer der amerikanischen Psychologie als Wissenschaft. Auf ihn geht die Einführung des Fachbereichs Psychologie an US-amerikanischen Universitäten zurück. Seine psychologischen Theorien nahmen Grundideen der Gestaltpsychologie und des Behaviorismus vorweg und sind eine wichtige Grundlage der Religionspsychologie. Ursprünglich hatte der Verleger Henry Holt mit James die Erstellung eines Lehrbuchs vereinbart, das im Jahr 1880 erscheinen sollte. James arbeitete jedoch weiter an einer systematischen Darstellung des gesamten Wissens seines Fachs, in die er zugleich die Ergebnisse seiner empirischen Forschung und seine neue funktionalistische Theorie einfließen ließ. Die Principles of Psychology erschienen schließlich 1890 in zwei Bänden mit 1400 Seiten, auf denen James eine Zusammenfassung der Psychologie des 19. Jahrhunderts in nahezu ihrer ganzen Breite bot. Zwei Jahre nach dem Erscheinen kam eine stark gekürzte und in Teilen umgearbeitete Fassung Psychology: Briefer Course (1892) auf den Markt.
Das in einer bemerkenswerten Wissenschaftsprosa verfasste Werk ist zum einen aus einer wissenschaftshistorischen Perspektive interessant, da es den Forschungsstand der Psychologie gegen Ende des 19. Jahrhunderts zeigt und sich mit vorherrschenden theoretischen Positionen von Wilhelm Wundt, Ernst Mach und Gustav Theodor Fechner kritisch auseinandersetzt. Darüber hinaus bezieht James etwa in der Theorie des „Selbst“ philosophisch einschlägige Positionen wie die von David Hume, Immanuel Kant und John Stuart Mill in die Darstellung mit ein.
Die wesentliche Neuerung von James ist, dass er die Psychologie naturwissenschaftlich auffasst und in seiner Theorie eine Verbindung von Bewusstseins- und Gehirnzuständen herstellt. James betrachtet Körper und Geist als zusammengehörige Teile eines einheitlichen Organismus. Der Gegensatz von Leib und Seele, wie er in der bisherigen Assoziationspsychologie impliziert worden ist, wird damit aufgehoben und durch einen psychophysischen Funktionalismus ersetzt. Methodisch wichtig sind in seiner neuen Psychologie Introspektion, Experiment und Komparation. Eher als eine einheitliche Theorie bietet James einen offenen Katalog an Forschungsfragen, die aus seiner Sicht nur in Verbindung mit einer begleitenden Metaphysik zu lösen seien. Nur mit einer Klärung der wissenschaftstheoretischen Voraussetzungen ist eine Psychologie als Wissenschaft möglich. Diese in der Kurzfassung in der Einleitung und am Ende formulierte Sicht weist bereits auf die späteren philosophischen Schwerpunkte in den Arbeiten von James voraus. Die empirische (materialistische) Psychologie betrachtet James nur als Vorstufe einer einheitlichen Humanwissenschaft, in der die Fragen des Bewusstseins vollständig zu klären sind.
Ein psychologisches Theorem, das James in etwa zeitgleich und unabhängig von dem dänischen Physiologen Carl Lange (1834–1900) aufgestellt hat, ging als die sogenannte James-Lange-Theorie in die Diskussion um eine Theorie der Emotion ein. Ferner ist auch James’ Beschreibung des Selbst in den Principles mit seiner Unterteilung von „Ich“ (englisch „I“, das heißt der eigene Bewusstseinsstrom) und „Selbst“ (englisch „Me“, das heißt die reflektivierbare Identität) in die Geschichte der Entwicklungspsychologie eingegangen.
1894–1895 war er Präsident der Society for Psychical Research, ebenso war er Mitglied der Theosophischen Gesellschaft Adyar. James setzte sich mit parapsychologischen Phänomenen wie der Hellsichtigkeit auseinander und arbeitete jahrelang mit dem Trance-Medium Leonora Piper zusammen.
Religion schildert James in The Varieties of Religious Experience als ein zutiefst subjektives Phänomen, dessen innere Seite er gerne weitgehend von religiösen Begriffen und theologischen Systemen freilegen möchte, um das einfache oder ursprüngliche Sinnesdatum, die „originale“ Erfahrung, die „radikale Qualität“ der Empfindung zu betrachten.

### Philosophie
William James gilt als einer der Mitbegründer des philosophischen Pragmatismus. Insbesondere gründete er 1872 zusammen mit seinem Freund Charles Sanders Peirce den „Metaphysical Club“, der als eine Art intellektuelle Keimzelle des Pragmatismus angesehen werden kann. Peirce veröffentlichte einige Jahre später mehrere Texte, die die zentralen Kernthesen des Pragmatismus enthielten. Auch James entwickelte in der Folgezeit den Pragmatismus weiter.
Als erste wichtige philosophische Textsammlung veröffentlichte er 1897 The Will to Believe and Other Essays in Popular Philosophy. Mehrere Essays dieses Bandes befassen sich mit der Verteidigung der rationalen Vertretbarkeit des religiösen Glaubens. Dabei bezieht er insbesondere Position gegen William Kingdon Clifford.
Bekannt ist insbesondere der für diesen Band namensgebende Essay The Will to Believe. James merkt dort in Bezug auf Pascals Wette an, dass jemandem, der auf jene kalkulierende Weise zum Glauben kommt, sicherlich „the inner soul of faith’s reality“ fehle. So würden wir wohl schadenfroh zusehen, wenn Gott solch einer Person den ewigen Lohn verweigere. Seine eigene Rechtfertigungsstrategie hat strukturelle Ähnlichkeit mit Pascals Wette, das motivierende Moment ist bei ihm jedoch nicht der Eigennutz, sondern das innere Bedürfnis nach Glauben und dessen moralische Vorteilhaftigkeit. Den Ausgangspunkt bildet die Annahme, dass wir auf der Grundlage rationaler Erwägungen weder eine Evidenz für noch gegen den religiösen Glauben erhalten können. Daraus ergibt sich eine schwache Rechtfertigung, die besagt, dass von Seiten des Rationalismus keine legitimen Einwände gegen die Annahme eines religiösen Glaubens vorgebracht werden können. In The Dilemma of Determinism, welches auch in diesem Band enthalten ist, entwickelt James ein Argument für die Annahme des freien Willens, das Parallelen zu der vorher dargestellten Argumentation aufweist.
Zu den populär-philosophischen Schriften kann man auch die Talks to Students on Some Life’s Ideals zählen, die erstmals 1899 als zweiter Teil der Talks to Teachers on Psychology erschienen. Unter Verwendung erzählender und poetischer Elemente stärkt James hier zum einen das Bewusstsein für den Wert und die Einzigartigkeit des individuellen Lebens und fordert zum anderen als Konsequenz den unbedingten Respekt gegenüber jeder Lebensform ein.
Im Winter 1901/1902 hielt James in Edinburgh eine Vorlesungsreihe, die er unter dem Titel The Varieties of Religious Experience: A Study in Human Nature veröffentlichte. Neben seinem psychologischen Interesse an der Religiosität versucht James auch in diesem Text die Religion philosophisch zu verteidigen. Dass der Religion scheinbar die Begründung fehle, sei nur aus einer intellektualistischen Perspektive von Bedeutung. Für James ist das Wesen der Religion gerade aber nicht interpretativ-analytisch (als eine „science of god“), sondern intuitiv.
James’ einflussreiche Vorlesungsreihe zum Pragmatismus wurde 1907 unter dem Titel Pragmatism: a new name for some old ways of thinking veröffentlicht. Für James muss sich der Wert einer Theorie an ihrem „Cash Value“ messen lassen: Es zählen die praktischen Konsequenzen, die aus ihr folgen. Wenn ihre Richtigkeit oder Falschheit für uns keinen Unterschied ergibt, so ist die Theorie überflüssig und darf falsch genannt werden. Zwei Theorien, die zu denselben praktischen Konsequenzen führen, sind für James bedeutungsgleich. Viele philosophische Debatten lassen sich für James durch Disambiguierung der strittigen Begriffe auflösen, sodass die intuitiven Begründungen beider Theorien als berechtigt anerkannt werden können. So sei etwa die Ansicht, dass sich die Welt als Einheit begreifen lasse, in mancherlei Hinsicht richtig, in anderer Hinsicht müsse die Welt als Vielheit aufgefasst werden.
Besonders starke Kritik rief der von James in Pragmatism vertretene Wahrheitsbegriff hervor, demzufolge etwas dann wahr ist, wenn es für uns nützlich ist, es zu glauben. In Reaktion auf diese Kritik veröffentlichte James 1909 eine Sammlung seiner Vorträge und Aufsätze zu diesem Thema unter dem Titel The Meaning of Truth: A Sequel to “Pragmatism”. Dort verteidigt er seine Position und stellt die Rechtfertigung möglicher Gegenpositionen infrage.

## Schriften
- Are we automata? In: Mind 4 (1879), S. 1–22.
- What is an emotion? In: Mind 9 (1884), S. 188–205.
- The Principles of Psychology. 2 Bände. Holt and Macmillan, New York/London 1890.
- Psychology: Briefer Course. Holt, New York 1892. (übersetzter Auszug 148-174)
- Human Immortality: two supposed objections to the doctrine (Ingersoll Lecture). Houghton Mifflin & Co., New York 1893.
- The Will to Believe, and other essays in popular philosophy. Longmans, Green & Co., New York 1897.
- Talks to teachers on psychology: and to students on some life's ideals. Holt and Longmans, Green & Co., New York/London 1899.
- The Varieties of Religious Experience. Longmans, Green & Co., New York/London 1902.
- Pragmatism: a new name for some old ways of thinking. Longmans, Green & Co., London/New York 1907.
- A pluralistic universe. Hibbert Lectures at Manchester College on the present situation in philosophy. Longmans, Green & Co., New York/London 1909.
- The meaning of truth, a sequel to “Pragmatism”. Longmans, Green & Co., New York/London 1909.
- Essays on radical empiricism. Longmans, Green & Co., New York/London 1912.

Werkausgaben
- The Works of William James. 17 Bände, Harvard University Press, Cambridge (Mass.) 1975–1988.
- The Writings of William James. A comprehensive edition. Hrsg. von John J. McDermott. The University of Chicago Press, Chicago/London 1977.
- Frederick J. Down Scott (Hrsg.): William James: Selected Unpublished Correspondence, 1885–1910. Ohio State University Press, Columbus OH 1986, ISBN 0-8142-0379-5 (Volltext-Digitalisat auf kb.osu.edu).

Übersetzungen
- Der Wille zum Glauben und andere philosophische Essays von William James, übersetzt von Ch. Lorenz, Fromanns, Stuttgart 1999 (Auszug auf gleichsatz.de)
- Psychologie. Übersetzt von Marie Dürr mit Anmerkungen von Ernst Dürr (1909), 2. Auflage, Quelle & Meyer, Leipzig 1920 (Auszug auf gleichsatz.de)
- Die Vielfalt religiöser Erfahrung. Eine Studie über die menschliche Natur., übersetzt von Eilert Herms und Christian Stahlhut, Insel Taschenbuch, Frankfurt am Main 1997, ISBN 3-458-33484-X.
- Der Pragmatismus. Übersetzt von Wilhelm Jerusalem, hrsg. von Klaus Oehler, 2. Aufl. Meiner, Hamburg 1994, ISBN 3-7873-1150-5.
- Pragmatismus: Ein neuer Name für einige alte Denkweisen. Übersetzt und mit einer Einleitung hrsg. von Klaus Schubert und Axel Spree, Wissenschaftliche Buchgesellschaft, Darmstadt 2001, ISBN 978-3-534-12999-7.
- Der Wille zum Glauben. In: Philosophie des Pragmatismus: Ausgewählte Texte. Hrsg. und eingeleitet von Ekkehard Martens, Reclam, Stuttgart 2002, ISBN 978-3-15-009799-1.
- Pragmatismus und radikaler Empirismus. hrsg. mit einem Nachwort von Claus Langbehn, Suhrkamp, Frankfurt am Main 2006, ISBN 3-518-29375-3.
- Das pluralistische Universum: Vorlesungen über die gegenwärtige Lage der Philosophie. Übersetzt von Julius Goldstein, mit einer neuen Einführung hrsg. von Klaus Schubert und Uwe Wilkesmann, WBG, Darmstadt 2009, ISBN 978-3-534-18974-8 (Sonderausgabe des Nachdrucks 1994 der Ausgabe Leipzig 1914).
- Felicitas Krämer, Helmut Pape (Hrsg.): Der Sinn des Lebens. Ausgewählte Texte. Übersetzt von Andreas Hetzel. WBG, Darmstadt 2010, ISBN 978-3-534-22055-7.